# Nototriton brodiei
Espèce
Statut de conservation UICN

 EN B1ab(iii) : En danger
Nototriton brodiei est une espèce d'urodèles de la famille des Plethodontidae.

## Répartition
Cette espèce est endémique d'Amérique centrale. Elle se rencontre :
- dans la Sierra de Caral dans le département d'Izabal au Guatemala ;
- dans le département de Cortés au Honduras.

## Étymologie
Cette espèce est nommée en l'honneur d'Edmund Darrell Brodie III.

## Publication originale
- Campbell & Smith, 1998 : New species of Nototriton (Caudata: Plethodontidae) from eastern Guatemala. Scientific Papers, Natural History Museum, University of Kansas, vol. 6, p. 1-8 (texte intégral).